# Školství v Nizozemsku

Nizozemský vzdělávací systém

Školství v Nizozemsku se vyznačuje dělením: vzdělávání je zaměřeno na potřeby a pozadí žáka. Vzdělávání je rozděleno na školy pro různé věkové skupiny, z nichž některé jsou rozděleny do proudů pro různé úrovně vzdělání. Školy jsou dále rozděleny na veřejné, speciální (náboženské) a všeobecné (neutrální) školy, ačkoli existuje i několik soukromých škol. Nizozemská klasifikační stupnice se pohybuje od 1 (velmi špatná) do 10 (vynikající). 
Program pro mezinárodní hodnocení studentů (PISA), koordinovaný Organizací pro hospodářskou spolupráci a rozvoj (OECD), řadí vzdělání v Nizozemsku jako 9. nejlepší na světě od roku 2008 a je výrazně vyšší než průměr OECD.

## Celkový přehled
Vzdělávací politiku koordinuje nizozemské ministerstvo školství, kultury a vědy se samosprávami. 
Povinné vzdělávání (leerplicht) v Nizozemsku začíná ve věku pěti let, i když v praxi většina škol přijímá děti od čtyř let. Od šestnácti let probíhá částečné povinné vzdělávání (partiële leerplicht), což znamená, že žák musí navštěvovat nějakou formu vzdělávání alespoň dva dny v týdnu. Povinné vzdělávání končí u žáků ve věku osmnácti let nebo po získání diplomu na úrovni VWO, HAVO nebo MBO. 
Veřejné, speciální (náboženské) a všeobecně speciální (neutrální) školy jsou financovány vládou a dostávají stejnou finanční podporu od vlády, jsou-li splněna určitá kritéria. Přestože jsou tyto školy oficiálně bezplatné, mohou tyto školy požádat o rodičovský příspěvek (ouderbijdrage). Soukromé školy se spoléhají na své vlastní zdroje, ale v Nizozemsku jsou velmi neobvyklé, a to do té míry, že i nizozemští panovníci tradičně navštěvovali speciální nebo veřejné školy. Veřejné školy jsou řízeny místními vládami. Speciální školy jsou řízeny školskou radou a obvykle jsou založeny na konkrétním náboženství; ty, které předpokládají rovnost mezi náboženstvími, se nazývají všeobecné školy. Tyto rozdíly jsou přítomny na všech úrovních vzdělávání. 
V důsledku toho mohou existovat katolické, protestantské, židovské a muslimské základní školy, střední školy a univerzity. Speciální škola může odmítnout přihlášky žáků, jejichž rodiče nebo zákonní zástupci nesouhlasí s filozofií školy ve vzdělávání, ale to je neobvyklé. V praxi existuje jen malý rozdíl mezi speciálními školami a veřejnými školami, s výjimkou tradičních náboženských oblastí nizozemského biblického pásu. Všechny typy škol (veřejné, speciální i soukromé) spadají do pravomoci vládního orgánu s názvem Inspectie van het Onderwijs (Inspekce vzdělávání, také známý jako Onderwijsinspectie), který může vyžadovat, aby škola změnila svou vzdělávací politiku a kvalitu. 
Na základních a středních školách žáky každoročně hodnotí tým učitelů, kteří určují, zda postoupili natolik, aby postoupili do dalšího ročníku. Protože nutit žáka, aby opakoval ročník (blijven zitten; doslova „zůstat sedět“), má hluboký dopad na život žáka. Obvyklejší je přeřazení do nižšího stupně vzdělávání. V důsledku toho je opakování ročníku neobvyklé, ale vyskytuje se častěji na základních školách než na středních školách, protože v mladším věku je méně negativních důsledků. Nadané děti někdy dostávají příležitost přeskočit celý ročník, přesto se to stává zřídka a obvykle se to děje na základních školách. 

## Základní vzdělání
Ve věku mezi čtyřmi a dvanácti lety navštěvují děti základní školu (basisschool; doslova „základní škola“). Tato škola má osm stupňů, které se nazývají groep 1 (skupina 1) až groep 8 (skupina 8). Školní docházka není nutná do 2. skupiny (ve věku pěti let), ale téměř všechny děti začínají školu ve věku čtyř (ve skupině 1). Skupiny 1 a 2 bývaly drženy v samostatné instituci podobné mateřské škole (kleuterschool; doslova "škola pro batole"), dokud nebyla v roce 1985 sloučena se základními školami. 
Od skupiny 3 se děti učí, jak číst, psát a dělat aritmetiku. Většina škol vyučuje angličtinu ve skupinách 7 a 8, některé však začínají již ve skupině 1. Ve skupině 8 drtivá většina škol provádí zkoušku způsobilosti zvanou „Cito Eindtoets Basisonderwijs“ (doslova „Cito závěrečná zkouška primárního vzdělávání“), často zkrácenou na Citotoets (Cito test), vyvinutou Centraal instituut voor toetsontwikkeling (Ústřední ústav pro vývoj testů), který je navržen tak, aby doporučil typ středního vzdělání, který je pro žáka nejvhodnější. V posledních letech získal tento test autoritu, ale doporučení učitele skupiny 8 spolu s názorem žáka a jeho rodičů zůstává rozhodujícím faktorem při výběru správné formy sekundárního vzdělávání. 
Test Cito není povinný; některé školy místo toho používají Nederlandse Intelligentietest voor Onderwijsniveau („nizozemský inteligenční test pro vzdělávací úroveň“, obvykle zkrácený na NIO-toets) nebo Schooleindonderzoek („školní závěrečný test“). 
Značný počet základních škol je většinou založen na konkrétní filozofii vzdělávání, například Montessori metoda, Pestalozziho plán, Daltonův plán, Jenaův plán nebo Freinet. Většina z nich jsou veřejné školy, ale některé speciální školy se také zakládají na jedné z těchto vzdělávacích filozofií.

## Středoškolské vzdělání
Po ukončení základního vzdělávání chodí děti v Nizozemsku (obvykle ve věku 12 let) přímo na střední školu (voortgezet onderwijs; doslova „další vzdělávání“). Na základě rady základní školy a výsledků Cito testu jsou vybíráni buď na voorbereidend middelbaar beroepsonderwijs (VMBO), hoger algemeen voortgezet onderwijs (HAVO) nebo voorbereidend wetenschappelijk onderwijs (VWO). Střední škola může nabídnout jednu nebo více úrovní vzdělávání na jednom nebo více místech. Zaměření na (finanční) efektivitu vedlo k větší centralizaci, s velkými školami, které nabízejí vzdělávání na všech nebo většině vzdělávacích úrovní. 
Vzhledem k tomu, že nizozemský vzdělávací systém nemá střední školy ani juniorské střední školy, je první rok všech úrovní nizozemských středních škol označován jako brugklas (doslova „mostní třída“), protože spojuje systém základní školy se středním vzděláváním. Během tohoto roku se žáci postupně naučí vyrovnat se s rozdíly mezi školními systémy, jako je řešení zvýšené osobní odpovědnosti. Někdy lidé také nazývají druhý rok brugklas. 
Je možné, aby žáci, kteří dosáhli diplomu VMBO, mohli navštěvovat závěrečné dva roky úrovně HAVO a absolvovat zkoušku HAVO, a žáci s diplomem HAVO navštěvovali poslední dva roky úrovně vzdělání VWO a absolvovat zkoušku VWO. Důvodem je to, že to žákům poskytuje přístup k pokročilejší úrovni vysokoškolského vzdělávání. Tento systém funguje jako záchranná síť ke snížení negativních účinků nezralosti dítěte nebo nedostatku sebepoznání. Například, když byl do VMBO poslán jasný žák, protože byl nemotivován, ale později objevil jeho potenciál nebo získal touhu dosáhnout lepších výsledků, může žák ještě dosáhnout vyšší úrovně přechodem na HAVO. 
Kromě posunu nahoru existuje také systém, kde mohou být žáci degradováni na nižší úroveň vzdělávání. Když například žák vstoupil na střední školu na úrovni, se kterou se nedokáže vyrovnat, nebo pokud jim chybí zájem věnovat úsilí na vzdělávání, které vede ke špatným ročníkům, mohou být posláni z VWO do HAVO, z HAVO do VMBO a z jakékoliv úroveň VMBO na nižší úroveň VMBO. 

### VMBO
VMBO (voorbereidend middelbaar beroepsonderwijs; doslova „přípravné střední vzdělání na úrovni střední školy“) trvá čtyři roky, ve věku od dvanácti do šestnácti let. Kombinuje odborné vzdělávání s teoretickým vzděláváním v jazycích, matematice, historii, umění a vědách. Do VMBO je zapsáno šedesát procent studentů celonárodně. Studenti si nemohou vybrat mezi čtyřmi různými úrovněmi VMBO, které se liší poměrem praktického odborného vzdělávání a teoretického vzdělávání, ale úroveň závisí na jejich skóre. Ne všechny úrovně se nutně vyučují na stejné střední škole. 

### Selektivní sekundární vzdělávání
Střední vzdělání, které začíná ve věku 12 let a od roku 2008 je povinné až do věku 18 let, je nabízeno na několika úrovních. Dva programy všeobecného vzdělávání, které vedou k vysokoškolskému vzdělání, jsou HAVO (pět let) a VWO (šest let). Žáci jsou zapsáni podle svých schopností, a přestože VWO je přísnější, lze HAVO i VWO charakterizovat jako selektivní typy středoškolského vzdělávání. HAVO diplom je minimální požadavek pro přijetí na HBO (univerzity aplikovaných věd), ale můžete se dostat do HBO, když jste dosáhli MBO diplomu. Osnovy VWO připravují žáky na univerzitu a přístup k WO (výzkumné univerzity) poskytuje pouze diplom VWO. 

#### Učební plán
První tři roky obou HAVO a VWO se nazývají basisvorming (doslova „základní formace“). Všichni žáci navštěvují stejné předměty: jazyky, matematika, historie, umění a vědy. Poslední dva roky HAVO a poslední tři roky VWO se označují jako druhá fáze (tweede fase) nebo vyšší sekundární vzdělávání. Tato část vzdělávacího programu umožňuje diferenciaci pomocí skupin oborů, které se nazývají „profily“ (profielen). Profil je soubor různých předmětů, které budou tvořit největší část rozvrhu žáka. Zdůrazňuje konkrétní oblast studia, ve které se žák specializuje. Ve srovnání s HAVO je úroveň obtížnosti profilů u VWO vyšší a trvá tři roky místo dvou.  
- Cultuur en Maatschappij (C&M; doslova „kultura a společnost“) zdůrazňuje umění a cizí jazyky (francouzsky, německy a méně často španělsky, rusky, arabsky a turecky). V provincii Friesland se vyučuje také Západofírština. Kurzy matematiky se zaměřují na statistiku a stochastiku. Tento profil se připravuje na umělecké a kulturní školení.
- Economie en Maatschappij (E&M; doslova „ekonomika a společnost“) zdůrazňuje sociální vědy, ekonomiku a historii. Kurzy matematiky se zaměřují na statistiku a stochastiku. Tento profil se připravuje na správu a obchodní správu.
- Natuur en Gezondheid (N&G; doslova „příroda a zdraví“) zdůrazňuje biologii a přírodní vědy. Kurzy matematiky se zaměřují na algebru, geometrii a počet. Tento profil je nutný k účasti na lékařských oborech.
- Natuur en Techniek (N&T; doslova „příroda a technologie“) zdůrazňuje přírodní vědy. Kurzy matematiky se zaměřují na algebru, geometrii a počet. Tento profil je nezbytný pro účast na technologických a přírodovědných školeních.

Protože každý profil je určen k přípravě žáků na určité oblasti studia na terciární úrovni, některé studie HBO a WO vyžadují specifický profil, protože jsou vyžadovány nezbytné znalosti. Například člověk nemůže studovat inženýrství bez získání certifikátu z fyziky na sekundární úrovni vzdělávání. Osnovy se kromě předmětů v profilu skládají z povinného segmentu, který zahrnuje nizozemské, anglické, matematické a některé vedlejší předměty a ze svobodného výběru, ve kterém si žáci mohou vybrat dva nebo více předmětů z jiných profilů. Výběr konkrétních předmětů do volného prostoru učebních osnov může mít za následek více profilů, zejména profilů N&G a N&T, které se z velké části překrývají. 

#### HAVO
HAVO (hoger algemeen voortgezet onderwijs; doslova „vyšší všeobecné další vzdělávání“) má pět stupňů a probíhá od dvanácti do sedmnácti let. HAVO diplom poskytuje přístup na úroveň HBO (polytechnika) terciárního vzdělávání. 

#### VWO
VWO (voorbereidend wetenschappelijk onderwijs; doslova „přípravné vědecké vzdělávání“) má šest stupňů a obvykle probíhá od dvanácti do osmnácti let. Diplom VWO poskytuje přístup k WO, i když univerzity si mohou stanovit svá kritéria pro přijetí (např. Na základě profilu nebo na určitých předmětech). 
VWO je rozděleno na atén a gymnázium. Program gymnázia je podobný atenu, kromě toho, že latina a řečtina jsou povinné kurzy. Ne všechny školy vyučují starověké jazyky během prvních tří let („základní výcvik“). Latina může začít v prvním nebo druhém roce, zatímco řečtina může začít ve druhém nebo třetím roce. Na konci třetího a někdy čtvrtého ročníku se žák může rozhodnout vzít jeden nebo oba jazyky ve druhém třech letech (ve druhé fázi), kdy je výuka starověkých jazyků kombinována se vzděláváním ve starověké kultuře. Téma, které si zvolí, je sice technicky povinné, ale je odečteno od požadavku na volné místo. 
VWO-plus, také známý jako atheneum-plus, VWO + nebo lyceum, nabízí další předměty, jako je filozofie, další cizí jazyky a kurzy, které studentům představí vědecký výzkum. 
Některé školy nabízejí dvojjazyčné VWO (Tweetalig VWO nebo TVWO), kde je většina lekcí vyučována v angličtině. V některých školách poblíž nizozemsko-německých hranic si mohou žáci vybrat formu TVWO, která nabízí 50 % lekcí v němčině a 50 % v nizozemštině. 

#### VAVO
VAVO (Voortgezet algemeen volwassenen onderwijs; doslova „rozšířené všeobecné vzdělávání dospělých“) je škola pro dospělé, která učí VMBO / MAVO, HAVO nebo VWO, pro studenty, kteří v minulosti nebyli schopni získat svůj diplom, kteří chtějí získat osvědčení pro určité pouze subjekty, které například získaly diplom HAVO, ale chtějí získat diplom VWO během jednoho nebo dvou let. 

### Mezinárodní vzdělávání
Od ledna 2015 mezinárodní poradenské školy (ISC) uvedly Nizozemsko se 152 mezinárodními školami. ISC definuje „mezinárodní školu“ v následujících termínech „ISC zahrnuje mezinárodní školu, pokud škola dodává kurikulum jakékoli kombinaci předškolních, základních a středních studentů, zcela nebo částečně v angličtině mimo anglicky mluvící zemi, nebo pokud škola v zemi, v níž je angličtina jedním z úředních jazyků, nabízí kurikulum angličtiny a angličtiny jiné než národní kurikulum země a je ve své orientaci mezinárodní.“  Tuto definici používají publikace včetně The Economist.

### MBO
MBO (middelbaar beroepsonderwijs; doslova „střední vzdělání“) je zaměřeno na odborné vzdělávání. Mnoho žáků s diplomem VMBO navštěvuje MBO. MBO trvá jeden až čtyři roky, v závislosti na úrovni. Studentům jsou nabízeny 4 úrovně:
- MBO úroveň 1: Asistentský výcvik. Trvá maximálně 1 rok. Zaměřuje se na jednoduché výkonné úkoly. Pokud student absolvuje, může se přihlásit na úroveň MBO 2.
- MBO úroveň 2: Základní odborné vzdělávání. Program trvá 2 až 3 roky a je zaměřen na výkonné úkoly.
- MBO úroveň 3: Program trvá 3 až 4 roky. Studenti se učí samostatně plnit své úkoly.
- MBO úroveň 4: Střední management VET. Trvá 3 až 4 roky a připravuje se na pracovní místa s vyšší odpovědností.

## Vysokoškolské vzdělání
Vysokoškolské vzdělávání v Nizozemsku je nabízeno na dvou typech institucí: univerzity aplikovaných věd (hogescholen; HBO), otevřené absolventům HAVO, VWO a MBO a výzkumné univerzity (universiteiten; WO) otevřené pouze absolventům VWO a HBO (včetně HBO propaedeuse -graduates). První zahrnuje obecné instituce a instituce specializující se na konkrétní oblast, jako je zemědělství, výtvarné umění a umění, nebo vzdělávací vzdělávání, zatímco druhé zahrnuje dvanáct obecných univerzit a tři technické univerzity.
Od září 2002 je systém vysokoškolského vzdělávání v Nizozemsku organizován kolem třícyklového systému, který se skládá z bakalářských, magisterských a doktorských titulů, aby přizpůsobil a standardizoval výuku jak v HBO, tak ve WO v souladu s Boloňským procesem.  Současně byl ECTS kreditní systém přijat jako způsob, jak kvantifikovat zátěž studenta. Podle nizozemského práva představuje jeden kredit 28 hodin práce a 60 kreditů jeden rok prezenčního studia. Oba systémy byly přijaty zlepšit mezinárodní uznání a shodu. 
Navzdory těmto změnám se stále používá binární systém s rozlišením mezi výzkumem orientovaným a profesionálním vysokoškolským vzděláním. Tyto tři typy studijních programů se liší co do počtu kreditů požadovaných k dokončení programu a stupně, který je udělen. Bakalářský program WO vyžaduje absolvování 180 kreditů (3 roky) a absolventi získají titul bakalář umění, bakalář přírodních věd nebo bakalář práv (BA / B.Sc. / LL). B.), v závislosti na disciplíně. HBO bakalářský program vyžaduje dokončení 240 kreditů (4 roky) a absolventi získat titul označující jejich obor, například inženýr (B. Eng.) Nebo bakalář ošetřovatelství (B. Nursing). Starý název vhodný pro danou disciplínu (bc., ing.) může být stále použit. 
Magisterské programy na úrovni WO většinou vyžadují absolvování 60 nebo 120 kreditů (1 nebo 2 roky). Některé programy vyžadují 90 (1,5 roku) nebo více než 120 kreditů. Ve strojírenství, zemědělství, matematice a přírodních vědách je vždy vyžadováno 120 kreditů, zatímco ve veterinární medicíně nebo farmacii vyžaduje magisterská fáze 180 kreditů (3 roky). Jiné studie, které obvykle mají 60 kreditů „teoretických magisterských programů“, někdy nabízejí 120 kreditů technických nebo výzkumných mistrů. Absolventi získají titul Master of Arts, Master of Science, Master of Law nebo právně neuznaný titul Master of Philosophy (MA / M.Sc. / LL. M./M.Phil.), v závislosti na disciplíně. Starý název vhodný pro danou disciplínu (drs., Mr., Ir.) může být stále použit. Magisterské programy na úrovni HBO vyžadují absolvování 60 až 120 kreditů a absolventi získají titul označující studijní obor, například magisterský program sociální práce (MSW). 
Třetí cyklus vysokoškolského vzdělávání nabízejí pouze výzkumné univerzity, které jsou oprávněny udělovat nejvyšší akademický titul země, doktorát, který opravňuje osobu k použití titulu Doktor (Dr.). Proces, kterým je doktorát získán, se označuje jako „promoce“ (promotie). Doktorát je primárně doktorský titul, pro který musí být napsána disertační práce založená na původním výzkumu. Tento výzkum se obvykle provádí při práci na univerzitě jako promovendus.

### Požadavky na přijetí
Pro zápis do bakalářského programu WO je student povinen držet diplom VWO nebo absolvovat první rok (60 kreditů) programu HBO, který má za následek propedeutu. Minimálním požadavkem na přijetí do HBO je buď školní diplom HAVO, nebo diplom MBO úrovně 4 (nejvyšší). V některých případech se od žáků požaduje, aby absolvovali konkrétní skupinu předmětů. Kvóta (numerus fixus) se vztahuje na vstup do určitých programů, zejména ve zdravotnických vědách, a místa jsou přidělována pomocí vážené loterie. Uchazeči starší 21 let, kteří nemají žádnou z těchto kvalifikací, se mohou na základě přijímací zkoušky a hodnocení kvalifikovat pro přijetí na vysokoškolské vzdělávání. 
Pro přijetí do všech magisterských studijních programů je vyžadován bakalářský titul v jedné nebo více určených oborech, v některých případech v kombinaci s jinými požadavky. Absolventi bakalářského studia HBO možná budou muset splnit dodatečné požadavky na přijetí do magisterského programu WO. Pre-magisterský program může poskytnout přijetí k magisterskému programu v jiné disciplíně, než je bakalářský titul. 

### Akreditace a zajištění kvality
Zaručená úroveň vysokoškolského vzdělávání je udržována prostřednictvím národního systému právní regulace a zabezpečování kvality. 
Ministerstvo školství, kultury a vědy odpovídá za legislativu týkající se vzdělávání. V roce 2002 byl zaveden systém akreditace. Od té doby je za akreditaci odpovědná nová Akreditační organizace Nizozemska a Vlámska (NVAO). Podle části nizozemského zákona o vysokých školách, která se zabývá akreditací vysokoškolského vzdělávání (2002), budou studijní programy nabízené výzkumnými univerzitami a vysokými školami odborného vzdělávání hodnoceny podle stanovených kritérií a programy, které tato kritéria splňují, budou akreditovány., tj. uznávané po dobu šesti let. Financování ze státní podpory je způsobilé pouze pro akreditované programy a studenti dostávají finanční pomoc pouze tehdy, jsou-li přihlášeni do akreditovaného programu. Právně uznávané tituly vydávají pouze akreditované programy. Akreditované programy jsou uvedeny ve veřejně přístupném Centrálním registru vysokoškolských studijních programů (CROHO).  Instituce jsou autonomní ve svém rozhodnutí nabízet neakreditované programy, podléhají internímu hodnocení kvality. Tyto programy nedostávají vládní finanční prostředky. 

### HBO
HBO (Hoger beroepsonderwijs; doslova „vyšší odborné vzdělávání“) je zaměřeno na vyšší vzdělávání a odborné vzdělávání. Po HBO (obvykle 4–6 let) se mohou žáci zapsat do (profesionálního) magisterského programu (1–2 roky) nebo vstoupit na trh práce. V některých situacích dostávají studenti s diplomem MBO nebo VWO výjimky pro určité kurzy, takže student může HBO udělat za tři roky. HBO se vyučuje na odborných univerzitách (hogescholen), kterých je v Nizozemsku více než 60, z nichž každá nabízí širokou škálu programů, s výjimkou některých, které se specializují na umění nebo zemědělství. Všimněte si, že hogescholen se nesmějí jmenovat univerzitou v nizozemštině, a proto jsou instituce HBO známé jako univerzity aplikovaných věd. 

### WO
WO (wetenschappelijk onderwijs; doslova „vědecké vzdělání“) se vyučuje pouze na výzkumných univerzitách. Je zaměřeno na vyšší vzdělávání v umění nebo vědách. Po bakalářském programu (obvykle 3 roky) se studenti mohou zapsat do magisterského programu (obvykle 1, 2 nebo 3 roky) nebo vstoupit na trh práce. Po získání magisterského studia může student požádat o 3 nebo 4leté doktorské místo na univerzitě (magisterský titul je povinnou vstupní úrovní pro nizozemský doktorský program). V Nizozemsku existují tři technické univerzity, otevřená univerzita, šest obecných univerzit a čtyři univerzity s jedinečnými specializacemi ačkoli specializované univerzity do svých osnov stále častěji přidávají obecnější studia. 